# Campeonato Mundial de Ginástica Artística de 2010 - Barras assimétricas feminino
A competição das barras assimétricas feminino do Campeonato Mundial de Ginástica Artística de 2010 terá sua final disputada no dia 23 de outubro. A qualificatória que definiu as ginastas finalistas foi disputada em 16 e 17 de outubro.

## Medalhistas
| Ouro   | GBR Elizabeth Tweddle |
| Prata  | RUS Aliya Mustafina   |
| Bronze | USA Rebecca Bross     |

## Resultados

### Qualificatória
Esses são os resultados da qualificatória.
| Pos. | Ginasta                 | Total  | Nota |
| ---- | ----------------------- | ------ | ---- |
| 1    | CHN He Kexin            | 16,066 | Q    |
| 2    | CHN Huang Qiushuang     | 15,666 | Q    |
| 3    | GBR Elizabeth Tweddle   | 15,600 | Q    |
| 4    | RUS Aliya Mustafina     | 15,300 | Q    |
| 5    | CHN Jiang Yuyuan        | 15,200 |      |
| 6    | GER Elizabeth Seitz     | 14,966 | Q    |
| 7    | USA Rebecca Bross       | 14,933 | Q    |
| 8    | ROU Ana Porgras         | 14,733 | Q    |
| 9    | USA Bridget Sloan       | 14,700 | Q    |
| 10   | RUS Tatiana Nabieva     | 14,700 | R    |
| 11   | CHN Yang Yilin          | 14,683 |      |
| 12   | USA Mackenzie Caquatto  | 14,466 |      |
| 13   | RUS Ekaterina Kurbatova | 14,300 |      |
| 14   | GBR Rebecca Downie      | 14,300 | R    |
| 15   | AUS Larissa Miller      | 14,300 | R    |

- Q - qualificada para a final
- R - reserva

### Final
Esses são os resultados da final.
| Pos. | Ginasta               | Nota D | Nota E | Pen. | Total  |
| ---- | --------------------- | ------ | ------ | ---- | ------ |
|      | GBR Elizabeth Tweddle | 6,800  | 8,933  |      | 15,733 |
|      | RUS Aliya Mustafina   | 6,800  | 8,800  |      | 15,600 |
|      | USA Rebecca Bross     | 6,200  | 8,866  |      | 15,066 |
| 4    | USA Bridget Sloan     | 6,000  | 8,666  |      | 14,666 |
| 5    | ROU Ana Porgras       | 6,200  | 8,400  |      | 14,600 |
| 6    | CHN Huang Qiushuang   | 7,000  | 7,400  |      | 14,400 |
| 7    | CHN He Kexin          | 6,300  | 7,666  |      | 13,966 |
| 8    | GER Elizabeth Seitz   | 4,200  | 6,266  |      | 10,466 |